# 馬克·賽克斯
塔頓·本韋努托·馬克·賽克斯爵士，第六代從男爵（英語：Tatton Benvenuto Mark Sykes, 6th Baronet，1879年3月16日—1919年2月16日）是英國旅行家、保守黨政治人物與外交顧問，特別活躍於第一次世界大戰期間的中東事務。
他出生於倫敦，出身於英格蘭約克郡的貴族家庭，是第五代從男爵塔頓·賽克斯（Sir Tatton Sykes）之子。他曾就讀於劍橋大學耶穌學院，但未完成學業。賽克斯自幼對奧斯曼帝國地區深感興趣，多次前往中東旅行，撰寫了描述當地民族、宗教與政治狀況的著作。1907年，他當選英国下議院議員，並於戰時被任命為政府的中東事務顧問。1916年，他與法國外交官弗朗索瓦·皮科共同擬定了《賽克斯-皮科協定》，該協定於戰爭期間達成，內容涉及奧斯曼帝國戰後的瓜分，由英國、法國與俄羅斯帝國擬定。此外他亦是《貝爾福宣言》的主要談判代表之一，其活动對日後敘利亞、伊拉克、巴勒斯坦等地的政治邊界劃定產生重大影響。
1919年，賽克斯作為中東事務代表赴巴黎和會，但在當地不幸染上流感疫情（西班牙流感），於2月16日病逝，年僅39歲。